# Virginia Thrasher

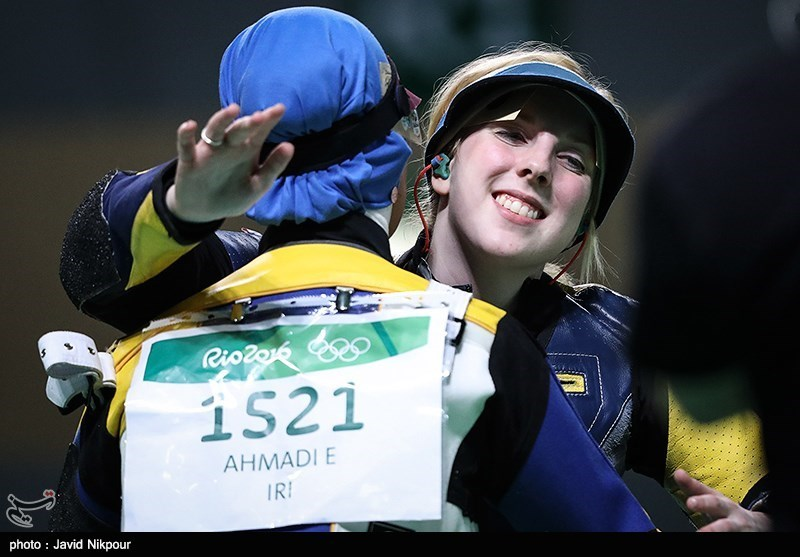
Gratulation der Iranerin Elaheh Ahmadi an Virginia Thrasher nach dem Sieg beim olympischen Luftgewehrschießen über 10 Meter (2016)

Virginia „Ginny“ Thrasher (* 28. Februar 1997 in Rome, New York) ist eine US-amerikanische Sportschützin.

## Leben und Karriere
Virginia Thrasher wurde 1997 als jüngstes Kind von Roger, einem Angehörigen der U.S. Air Force, und Valerie Thrasher geboren und wuchs mit zwei Brüdern auf. Die 1,55 Meter große Sportlerin lebt in Springfield (Virginia) und studiert nach dem Besuch der West Springfield High School das Fach Ingenieurwissenschaften an der West Virginia University. In jungen Jahren trainierte Thrasher Eiskunstlauf, ehe sie 2011 nach einem Jagdausflug mit ihrem Großvater mit dem Sportschießen begann; die rechtshändige Schützin trainiert beim Verein Arlington Optimist Acorns.
Im August 2015 nahm sie im aserbaidschanischen Qəbələ erstmals am Weltcup im 10-Meter-Luftgewehrschießen teil und belegte den 27. Rang. Im April und Mai 2016 belegte die US-Amerikanerin bei den Weltcups in Rio de Janeiro und München den 28. respektive siebten Platz im 10-Meter-Luftgewehrschießen sowie den zehnten und vierten Rang im 50-Meter-Kleinkaliber-Dreistellungskampf. Am 6. August 2016 gewann Thrasher bei den Olympischen Sommerspielen 2016 in Rio de Janeiro im Luftgewehrschießen über 10 Meter die Goldmedaille vor den Chinesinnen Du Li (Olympiasiegerin 2004) und Yi Siling (Olympiasiegerin 2012). Damit wurde sie zur ersten Olympiasiegerin der Sommerspiele.